# Sklené nad Oslavou
Sklené nad Oslavou (en allemand : Skleny) est une commune du district de Žďár nad Sázavou, dans la région de Vysočina, en République tchèque. Sa population s'élevait à 234 habitants en 2020.

## Géographie
Sklené nad Oslavou se trouve à 10 km au nord-nord-est de Velké Meziříčí, à 13 km au sud-est de Žďár nad Sázavou, à 34 km à l'est-nord-est de Jihlava et à 138 km au sud-est de Prague.
La commune est limitée par Bohdalec au nord, par Bobrůvka au nord-est, par Radenice au sud-est, par Bory au sud-ouest et par Rousměrov à l'ouest.

## Histoire
La première mention écrite de la localité date de 1368.

## Transports
Par la route, Sklené nad Oslavou se trouve à 14,5 km de Velké Meziříčí, à 17 km de Žďár nad Sázavou, à 45 km de Jihlava et à 170 km de Prague.